# إكسبلورر 1
إكسبلورر 1 (بالإنجليزية: Explorer 1)‏ (سمي في العام 1958 ألفا 1) كان أول قمر اصطناعي للولايات المتحدة. أطلق القمر بعد أول قمرين أطلقا من الأرض إلى الفضاء، وكانا السوفتيين سبوتنك-1 وسبوتنك-2، ما بدأ سباق الفضاء في إطار الحرب الباردة بين الاتحاد السوفيتي والولايات المتحدة.
أطلق إكسبلورر 1 في 31 يناير، 1958 في 22:48 بالتوقيت الشرقي (مكافئه 1 فبراير، 03:48 بالتوقيت العالمي الموحد)، محمولًا على الصاروخ چونو 1، وأطلق من قاعدة كيب كانافيرال للقوات الجوية. وكان أول جهاز فضائي يلتقط حزام فان آلن الإشعاعي، وقد أرسل البيانات إلى أن استهلكت مدخراته بعد أربعة أشهر تقريبًا. ظل في المدار حتى 1970، ولحق به 90 مركبة فضائية علمية من سلسلة إكسبلورر.

## خلفية
بدأ برنامج الولايات المتحدة للأقمار الصناعية في 1954 باقتراح من الجيش والبحرية الأمريكيتين، وسمي مشروع أوربتر، وكان الهدف وضع قمر صناعي في المدار خلال السنة الدولية لطبيعيات الأرض. كان الصاروخ الحامل المقترح من نوع ردستون العسكري، ورفض الاقتراح في 1955 من قبل إدارة أيزنهاور لصالح مقترح البحرية المسمى مشروع فانجارد، والذي يستخدم صاروخًا حاملًا مصممًا للإطلاقات المدنية. بعد إطلاق الاتحاد السوفيتي سبوتنك 1 في 4 أكتوبر، 1957، أعيد إحياء مشروع أوربتر باسم برنامج إكسبلورر بهدف اللحاق بالاتحاد السوفيتي.
قام مختبر الدفع النفاث ببناء وتصميم إكسبلورر واحد، بينما عُدل صاروخ من نوع جوبتر-سي من قبل هيئة الجيش للصواريخ البالستية لمواءمة حمل القمر الصناعي؛ كانت النتيجة الصاروخ جونو 1. اُختبر تصميم جوبتر-سي بالفعل في تحليقات اختبارية لإعادة دخول مخروط الأنف لصواريخ جوبتر البالستية متوسطة المدى، وعدل التصميم إلى جونو 1. عمل مختبر الدفع النفاث وهيئة الجيش للصوراريخ البالستية معًا لإكمال مهمة تعديل جوتبر-سي وبناء إكسبلورر 1 في 84 يومًا. مع ذلك، قبل أن ينتهي العمل، أطلق الاتحاد السوفيتي قمره الصناعي الثاني، سبوتنك 2، في 3 نوفمبر، 1957. وفشلت محاولة البحرية الأمريكية في وضع أول قمر اصطناعي أمريكي في المدار بإطلاق فانجارد تي في-3 في 6 ديسمبر، 1957.